# Saint-Symphorien, Gironde
Saint-Symphorien är en kommun i departementet Gironde i regionen Nouvelle-Aquitaine i sydvästra Frankrike. Kommunen ligger i kantonen Saint-Symphorien som tillhör arrondissementet Langon. År 2022 hade Saint-Symphorien 1 825 invånare.

## Befolkningsutveckling
Antalet invånare i kommunen Saint-Symphorien
Referens:INSEE